# Осине гніздо
«Осине гніздо» (англ. Wasp's Nest) — телевізійна детективна п'єса англійської письменниці Агати Крісті. Світ побачив її 18 червня 1937 року.
П'єса унікальна тим, що це єдиний екземпляр адаптації однієї зі численних робіт для телебачення. П'єса транслювалась тільки на території Лондона, тому що інші частини Великої Британії на той час телебачення не мали. До теперішнього часу запис п'єси не зберігся.

## Актори
- Френсіс Л Сіліван
- Велаас Дуглас
- Д. А. Крейк-Сміт
- Антоніта Целіер